# Route nationale 53 (Inde)
Pour les articles homonymes, voir Route nationale 53.
La Route nationale 53 (en anglais : National Highway 53, sigle NH 53), une route nationale  en Inde qui commence au Port de Hazira et se termine au Port de Paradip.
La route fait partie du réseau AH46 en Inde et elle est officiellement répertoriée comme s'étendant sur 1949 km de Calcutta à Surat. elle est également connue sous le nom d'autoroute Surat-Calcutta.

## Tracé
La route nationale principale 53 traverse les États du Maharashtra, du Chhattisgarh et de l'Odisha,
| État         | Villes principales |
| ------------ | --- |
| Gujarat      | Port de Hajira, Surat, Vyara, Songadh, Uchchhal                                                                                             |
| Maharashtra  | Navapur, Dhule, Jalgaon, Malkapur, Khamgaon, Akola, Amravati, Nagpur, Bhandara, Tirora,Gondia, Deori                                        |
| Chhattisgarh | Rajnandgaon, Durg, Bhilai, Raipur, Arang, Ghorari, Mahasamund, Saraipali                                                                    |
| Odisha       | Bargarh, Sambalpur, Deogarh, Kaniah, Talcher, Kamakhyanagar, Sukinda, Dubri, Chandhikhol, Haridaspur, Silipur, Bhutamundai, Port de Paradip |